# 湯地朝雄
湯地 朝雄（ゆち あさお、1925年11月21日 - 2014年2月9日）は、日本の文芸評論家。

## 経歴
神奈川県生まれ。国文学者で淑徳大学学長を務めた湯地孝の子。東京大学文学部国文科卒。武井昭夫らと新日本文学会や活動家集団思想運動に所属し、同時代の文学状況を階級的視点から論じる批評を書き継いでいった。また、プロレタリア文学以来の文学運動を批判的にとらえ、どのように受け継ぐかの追及にも力を注いだ。淑徳大学・短期大学理事を務めた。

## 家族・親族
- 曾祖父：湯地定之（薩摩藩士）
- 祖父：湯地定監（海軍軍人、政治家）
- 父：湯地孝（日本近代文学研究者）
- 大伯父：湯地定基（薩摩藩士、政治家）
- 大叔母：乃木静子（陸軍大将・乃木希典の妻）

## 著書
- 『芸術運動の条件――湯地朝雄評論集』土曜美術社、1976年。
- 『プロレタリア文学運動――その理想と現実』晩聲社、1991年。
- 『ナップ以前のプロレタリア文学運動――『種蒔く人』『文芸戦線』の時代』小川町企画、1997年。
- 『戦後文学の出発――野間宏『暗い絵』と大西巨人『精神の氷点』』スペース伽耶、2002年。
- 『政治的芸術――ブレヒト・花田清輝・大西巨人・武井昭夫』スペース伽耶、2006年。